# 1579 en santé et médecine
| Années de la santé et de la médecine : 1576 - 1577 - 1578 - 1579 - 1580 - 1581 - 1582    |
| Décennies de la santé et de la médecine : 1540 - 1550 - 1560 - 1570 - 1580 - 1590 - 1600 |

Cet article présente les faits marquants de l'année 1579 en santé et médecine.

## Événements
- 1er avril et 30 octobre : Étienne Báthory, roi de Pologne et grand-duc de Lituanie, accorde aux jésuites la charte de fondation de leur école supérieure de Vilnius (Academia et Universitas Vilnensis Societatis Jesu) et le pape Grégoire XIII en confirme les statuts[1], mais la faculté de médecine de cette première université des pays baltes ne sera créée que le 24 novembre 1781, année où l'établissement passera sous contrôle laïc[2].
- À quinze ans, le jeune « Galilée, atteint d'une grave ophtalmie, séjourne quelques mois au monastère de Santa Maria di Vallombrosa[3] » à Florence.
- En France, une ordonnance royale confie aux laïcs l'administration des hôpitaux[4] (Ordonnance de Blois par Henri III).
- 1579-1581 : épidémie de peste à Arles[5].

## Publications
- Roch Le Baillif adresse sa Sommaire défence[6] à la faculté de médecine de Paris qui, depuis qu'il a publié son Demosterion (1578), exposé apologétique de la doctrine paracelsique, l'accuse devant le Parlement d'exercice illégal de la médecine[7].
- Dans son traité De luis venereae curatione (« Du traitement du mal vénérien »), édité à titre posthume à Anvers chez Christophe Plantin par Victor Gislain[8], Jean Fernel affirme la contagiosité de la syphilis, et donne sa préférence au traitement par le gaïac, plutôt que par le mercure[4].

## Naissances

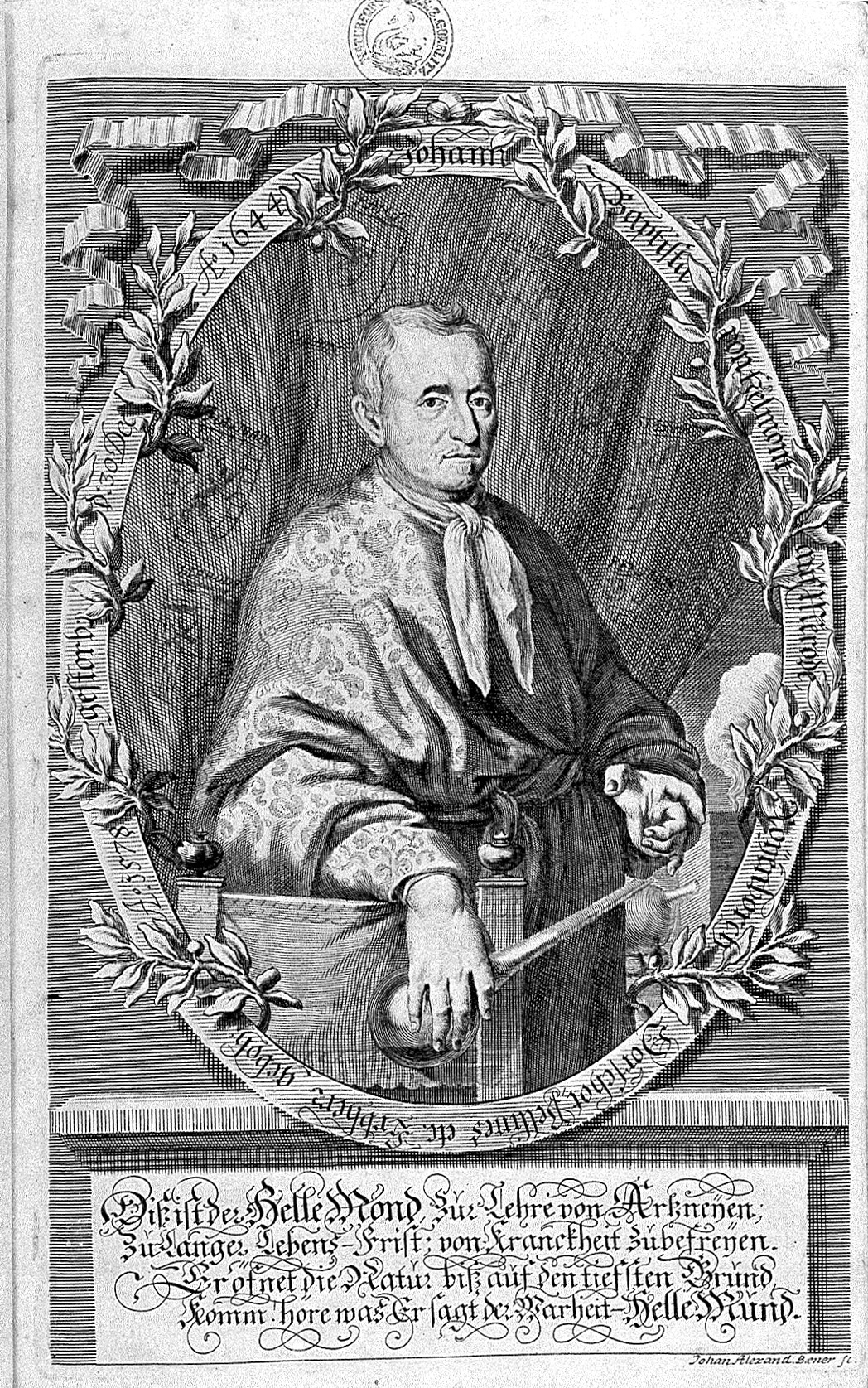
Jean-Baptiste Van Helmont

- 12 janvier : Jean-Baptiste Van Helmont (mort en 1644), médecin, alchimiste, chimiste et physiologiste originaire des Pays-Bas espagnols[9].
- 13 juillet : Arthur Dee (mort en 1651), l'aîné des enfants de John Dee, médecin et alchimiste anglais[10].
- 14 juillet : Cesare Magati (mort en 1647), médecin, chirurgien et écrivain italien[11].
- Date inconnue : Pedro Miguel de Heredia, médecin espagnol († 23 mars 1655).

## Décès
- Giambattista Canano  (né en 1515), médecin anatomiste et professeur à l'université de Ferrare[12].